# Перовские
Перовские — дворянский и графский род Российской империи, побочная ветвь Разумовских.

## История рода
Фамилию Перовские получили внебрачные дети («воспитанники») графа А. К. Разумовского и дочери его берейтора Марии Михайловны Соболевской (Разумовский и Соболевская прожили в фактическом браке более 35 лет). По одним данным, фамилия была выбрана в честь подмосковной вотчины Разумовских Перово, по другим — по фамилии покойного мужа Соболевской, польского дворянина (документально не подтверждается). В 1796 году внесены в дворянскую книгу, но в 1804—1807 после того, как это было оспорено, Разумовский вновь добивался для них дворянства. Троим Перовским впоследствии было пожаловано графское достоинство.

## Графы Перовские
3 (15) апреля 1849 года министр внутренних дел, член Государственного совета, действительный тайный советник Лев Перовский (1792—1856) был возведён в потомственное графские достоинство Российской империи. Поскольку родных детей граф Л. А. Перовский не имел, после его смерти титул был передан его брату Борису.
17 (29) апреля 1855 года командир отдельного Оренбургского корпуса, оренбургский и самарский генерал-губернатор, член Государственного совета и Адмиралтейств-совета, генерал-адъютант, генерал от кавалерии Василий Перовский (1795—1857; брат Льва) был возведён в потомственное графское достоинство Российской империи. Детей не имел, и с его смертью его графский род угас.
20 ноября (2 декабря) 1856 года самому младшему из братьев — флигель-адъютанту полковнику Кавалергардского Её величества полка Борису Перовскому (1815—1881) — был передан графский титул его брата Льва. В семье графа Бориса Алексеевича родились три дочери и сын — граф Алексей Борисович (1842—1887), — умерший бездетным.
Высочайше утверждённым 13 (26) июня 1907 года положением Первого департамента Государственного совета внуку графа Бориса Алексеевича Перовского — в звании камергера Высочайшего двора, первому секретарю Министерства иностранных дел, коллежскому советнику Михаилу Михайловичу Петрово-Соловово (1870—1954) — дозволено присоединить к своей фамилии и гербу — фамилию, герб и титул графов Перовских и именоваться впредь графом Перовским-Петрово-Соловово с ограничениями, установленными в статьях 10 и 11 приложений к статье 79 Зак. Сост. Т. IX издания 1899 года.

## Описание герба
В рассечённом чёрным и золотом щите, двуглавый коронованный орёл, с переменными металлом и финифтью, с червлёными глазами и языком, имеющий на груди в рассечённом чёрным и золотом щите скачущего единорога, с переменными металлом и финифтью, и червлёными глазами и языком. В главе главного щита червлёная о шести лучах звезда.
Щит увенчан Графскою короною и тремя графскими коронованными шлемами. Нашлемники: средний — возникающий Императорский Орёл, с Московским гербом на груди. Второй — возникающий единорог, пересечённый золотом и чернью, с червлёными глазами и языком. Третий — золотой возникающий лев с червлёными глазами и языком. Намёт чёрный с золотом. Щитодержатели: два золотых, с червлёными глазами и языком и обращенными главами льва. Девиз: «Не слыть а быть» золотыми буквами на чёрной ленте. Герб графа Перовского внесён в Часть 11 Общего гербовника дворянских родов Всероссийской империи, стр. 22.